# Zior
Zior — английская рок-группа, истоки которой зародились в городе Саутенд-он-Си (графство Эссекс) в начале шестидесятых.
Несмотря на то, что группа не стала известной, их дебютный альбом «Zior» в 1971 году привлек непосредственное внимание, потому что группа использовала для создания обложки их дебютной пластинки того же самого художника, который создал обложку для дебютного альбома Black Sabbath годом ранее. Группа часто ассоциировалась с оккультизмом и часто выражала это в их песнях (и главным образом на их сценических шоу). Группа фактически никогда не прекращала свою деятельность, и выпустила два альбома в семидесятые, переиздав их позднее.

## Дискография
- Zior (1971)
- Every Inch a Man (1972)